# Trà Leng
Trà Leng is een xã in het district Nam Trà My, een van de districten in de Vietnamese provincie Quảng Nam. Trà Leng heeft ruim 1500 inwoners op een oppervlakte van 116,4 km².